# Design for Six Sigma
 (mai 2017).
Sa qualité peut être largement améliorée en utilisant un vocabulaire plus directement compréhensible.
 (mai 2017).
Si vous disposez d'ouvrages ou d'articles de référence ou si vous connaissez des sites web de qualité traitant du thème abordé ici, merci de compléter l'article en donnant les références utiles à sa vérifiabilité et en les liant à la section « Notes et références ».
Le Design For Six Sigma (DFSS) est une méthode de conception de nouveaux produits ou services, visant à obtenir une qualité similaire à celle obtenue par l’approche Six Sigma, utilisée pour des améliorations de biens ou de process déjà existants.
L'anagramme signifie « développer un nouveau design qui aura une capabilité nominale de 3,4 ppm » (Six Sigma long terme qui comprend un décalage de la moyenne de 1,5 Sigma).
Il est utile de comprendre que la capabilité Six Sigma est un exemple. C’est l’étude de la VOC (Voix du client en Français) qui dans les premières phases de la feuille de route du DFSS déterminera l’objectif du niveau de capabilité nécessaire.
Contrairement au Six Sigma d’amélioration pour lequel la seule feuille de route est le DMAIC, le DFSS peut être géré selon : DCOV (Define, Characterize, Optimize, Verify; IDOV (Identify, Design, Optimize, Validate ou Verify); IDDOV (Identify, Define, Develop, Optimize, Verify)...
Le DFSS a été originellement inventé pour le développement de produits ou processus physiques.